# Francina Louise Schot
Francina Louise Schot, född 19 december 1816, död 13 april 1894, var en nederländsk konstnär, målare av porträtt och stilleben. 
Hon blev medlem av kungliga holländska konstnärsakademin 1847. 